# Gmina Inowłódz
Die Gmina Inowłódz ist eine Stadt-und-Land-Gemeinde (gmina miejsko-wiejska) im Powiat Tomaszowski der Woiwodschaft Łódź in Polen. Ihr Sitz ist die gleichnamige Stadt mit 866 Einwohnern (Volkszählung 2011), die zum 1. Januar 2024 ihr 1870 entzogenes Stadtrecht zurückerhielt, wodurch die vormalige gmina wiejska (Landgemeinde) zur gmina miejsko-wiejska wurde.

## Gliederung
Zur Stadt-und-Land-Gemeinde Inowłódz gehören neun Dörfer mit einem Schulzenamt:
Brzustów, Dąbrowa, Inowłódz, Konewka, Królowa Wola, Liciążna, Poświętne, Zakościele und Żądłowice.
Kleinere Siedlungen der Gemeinde sind Spała, Teofilów und Wytoka.

## Verkehr
Der Bahnhof von Brzustów an der Bahnstrecke Tomaszów Mazowiecki–Radom wird im Personenverkehr nicht mehr bedient. Die Bahnstrecke Tomaszów Mazowiecki–Spała mit Endpunkt in der Gemeinde wird im Personenverkehr nicht mehr regulär bedient.